# スパルタ (二輪メーカー)
スパルタは、1917年創業のオランダの自転車メーカー。電動自転車(蘭elektrisch aangedreven fietsen (snorfietsen))ではヨーロッパ最大のメーカー。アクセルグループNV傘下。以前は、オートバイやモペッドも生産していた。第二次世界大戦後まもなくの頃はオランダで最大のオートバイメーカーでもあった。

## 歴史
1917年9月にアペルドールンで、自転車製造会社として設立されたVerbeek &;amp Schakelが同社の前身に当たる。1ヶ月後に「スパルタ」の商標を他社から買い取った。1931年にはザックス・モーターサイクル(en)から購入したエンジンを使用して最初の78ccモペッド製造を開始した。その後は、ビリヤーズ(en)からもエンジンを買いうけ、148ccや200ccのオートバイ製造にも乗り出した。
第二次世界大戦勃発中は生産を停止し、終戦後にはモペッド生産に集中した。スパルタの最盛期は1965年で、従業員380名でモペッド4万7千台を生産した。若者の多くが自動車ではなくモペッドを購入した。1975年にモペッドにヘルメット着用が義務付けられモペッド販売が下降。この時期に自転車生産を再開。70年代前半から一体型自転車フレーム"fietsframe-uit-één-stuk"開発を開始。
1982年にモペッド生産を終了。1985年にザックスと共同でSpartametという名称のsnorfietsと呼ばれる自転車とモペッドの中間にあたるカテゴリの車両を製作、1999年まで販売。1990年頃はスパルタの自転車生産年間10万台以上のうち、2万台がSpartametだった。
1999年には、従業員170名で年間生産台数8万台（含むSnorfiets）、年間売り上げ1800万ユーロ。その年、Sachsのエンジン供給が問題となりSpartametは生産終了。
1999年9月28日にヨーロッパ第三位のメーカーであるアクセルグループに買収され、バタブス(Batavus)やコガミヤタ(Koga-Miyata)などとともに傘下の自転車メーカーとして自転車の生産と販売をおこなっている。電動自転車ではヨーロッパ最大のメーカー。電動自転車のモデルとしてSparta IONがある。

## 外部リンク

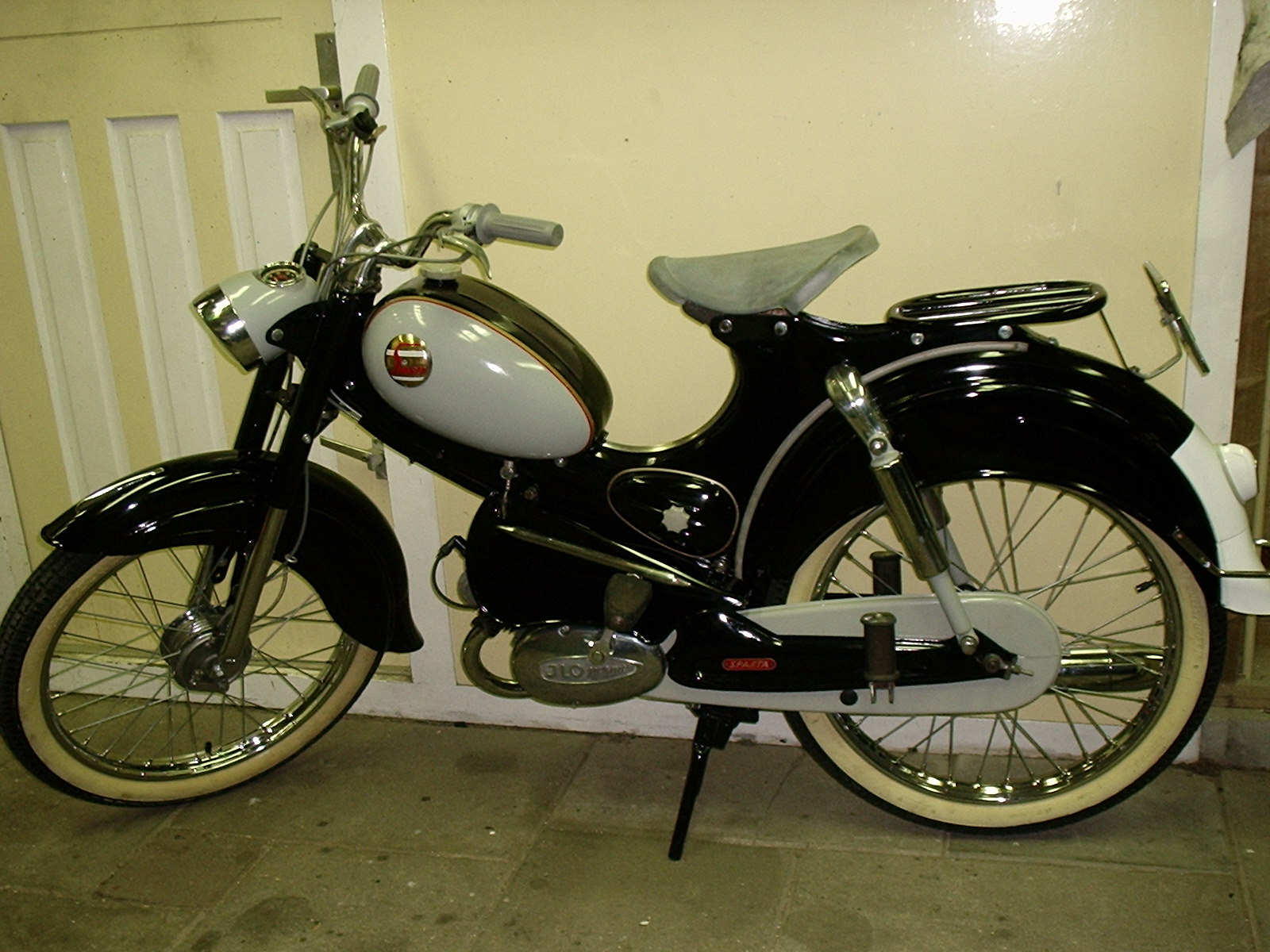
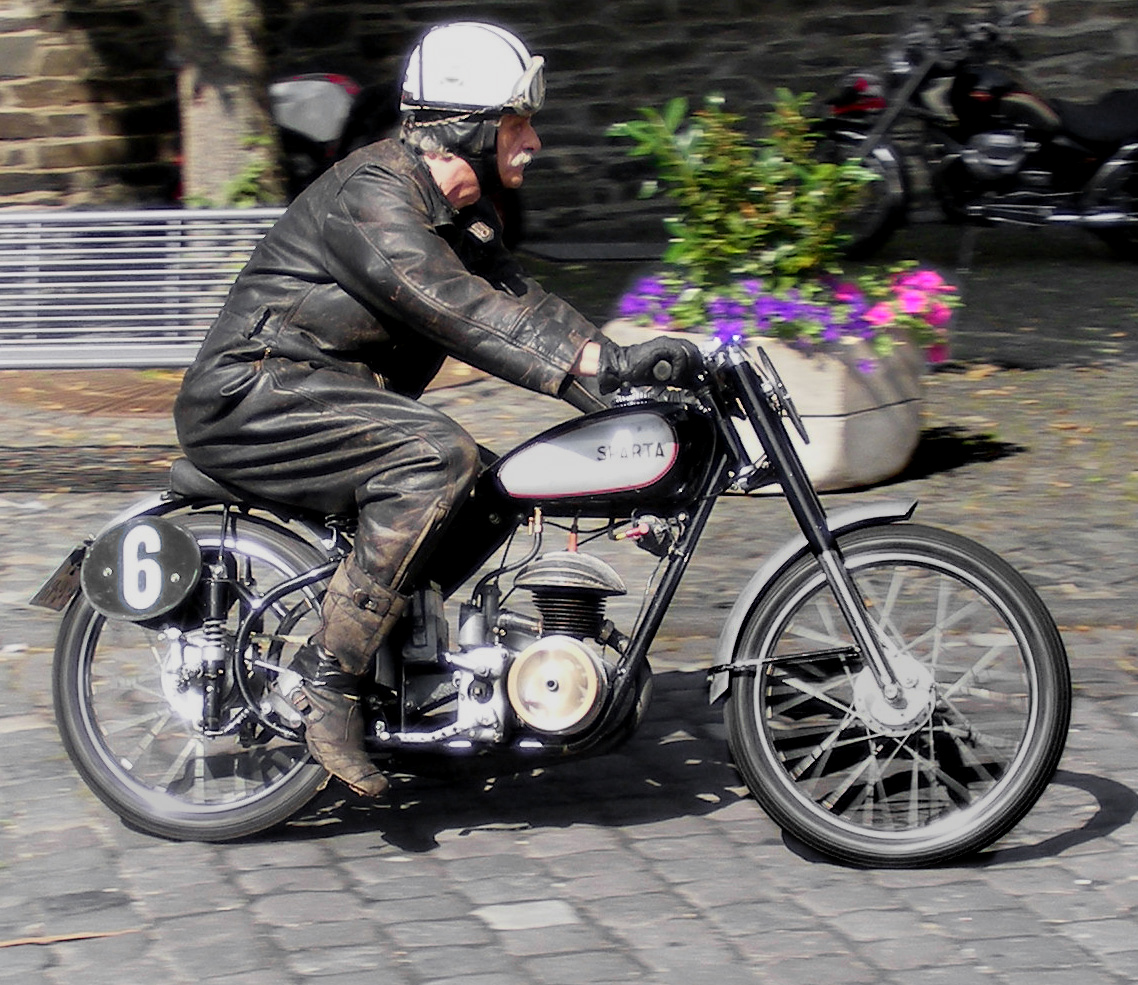
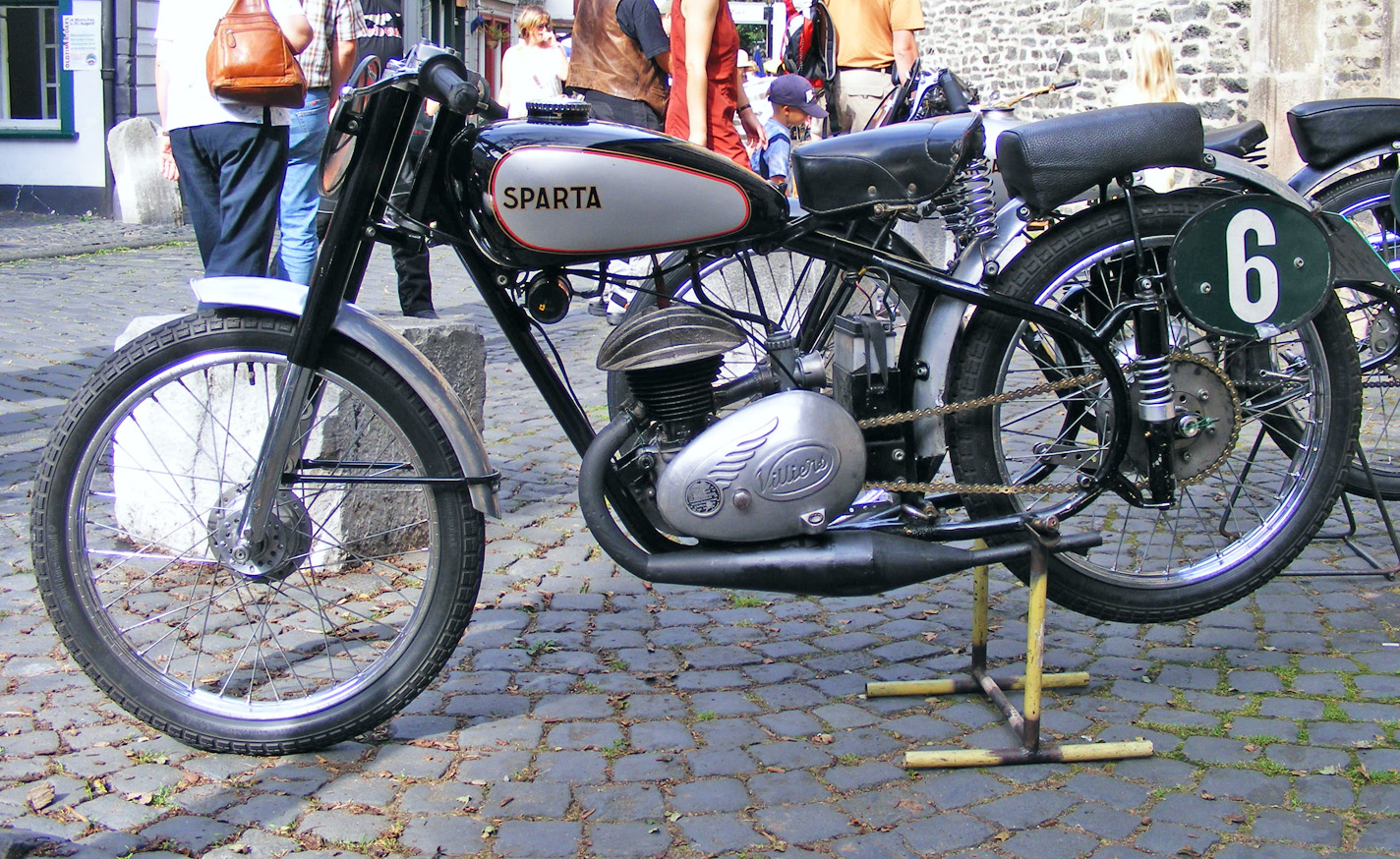
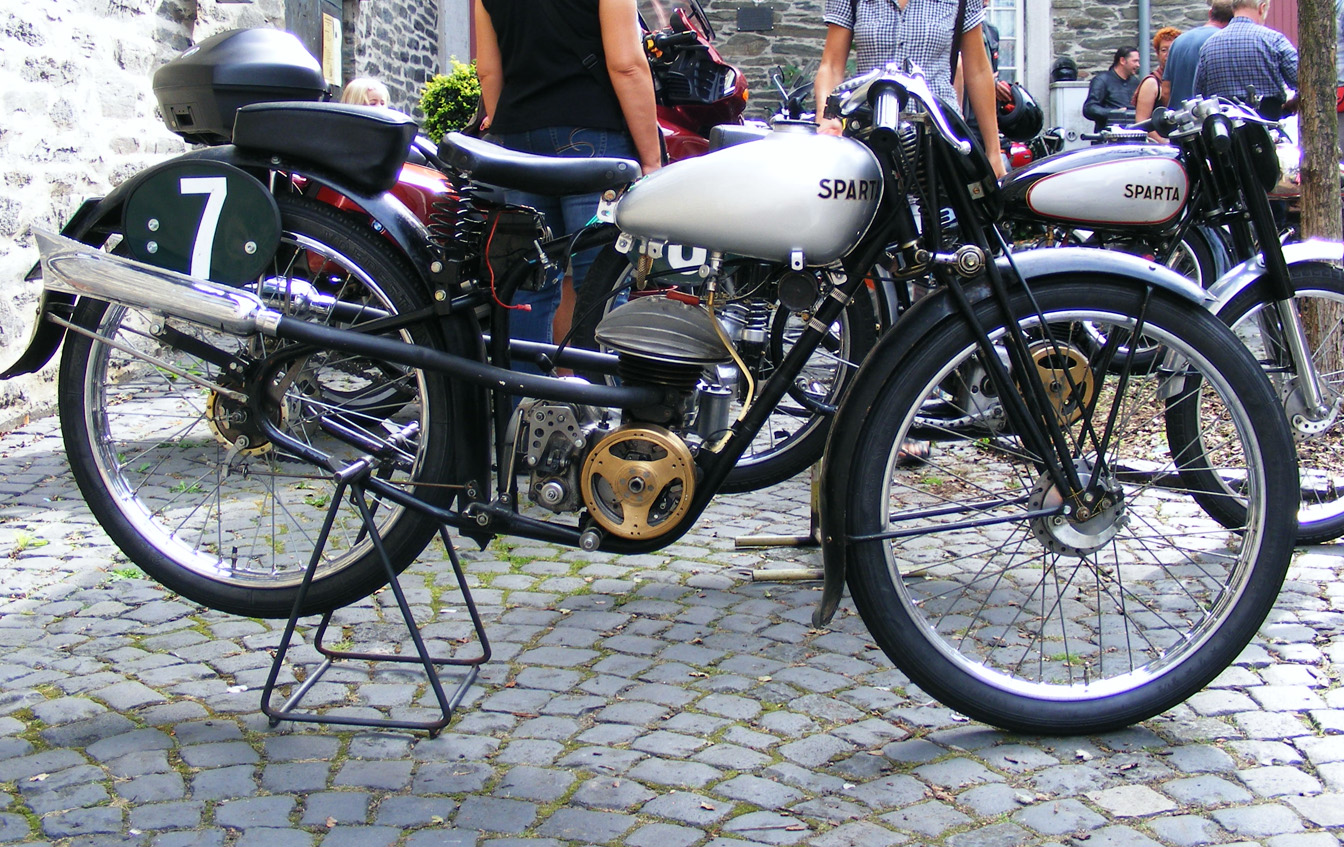